# Micro Systemation
Micro Systemation (MSAB) är ett svenskt börsnoterat företag och en global ledare inom kriminalteknik för undersökning och analys av mobiltelefoner. Bolaget betjänar främst brottsbekämpande organisationer men även fängelser/kriminalvårdsinstitutioner, underrättelsetjänster, skattemyndigheter, gränskontrollbyråer och militär är kunder till MSAB.
MSAB utvecklar och tillhandahåller högkvalitativa, lättanvända kriminaltekniska lösningar för mobiltelefoner för att hjälpa utredare och kriminaltekniker att utföra sina uppdrag - att förebygga och lösa brott.
MSAB har sitt globala huvudkontor i Stockholm, kontor i Europa och USA samt ett nätverk av distributörer över hela världen.
MSAB har varit inblandat i mobilkommunikation sedan 1984 och fokuserar enbart på mobil kriminalteknik sedan år 2003.
MSAB erbjuder en heltäckande lösning baserad på produkter och tjänster, vilken hjälper rättsvårdande myndigheter inom tre områden:
• Extrahera och avkoda mobildata.
• Analysera och rapportera mobildata.
• Hantera användare av mobila kriminaltekniska verktyg på flera platser, upprätthålla konsekventa processer och ta ut rapporter över användningen av de olika systemen för att uppnå effektivitet, kvalitet, kostnadsbesparingar, efterlevnad och andra fördelar.
Den primära lösningen som används för att extrahera och avkoda data heter XRY, vilken finns i flera varianter och på både öppna och nyckelfärdiga hårdvaruplattformar.
Till skillnad från vissa mobila kriminaltekniska verktyg som ursprungligen konstruerades för andra ändamål, designades XRY från början för att vara kriminalteknisk säker. XRY-filformatet säkrar bevis och redovisar de kriminaltekniska spåren samt skyddar bevisen från initial utvinning och analys till rapportering och presentation i domstol eller andra administrativa processer.
Analysmjukvaran XAMN hjälper utredare och analytiker att omvandla mobilenhetsdata till insikt. XAMN är en uppsättning analysverktyg som möjliggör effektiv sökning, filtrering och visualisering av stora volymer av mobil kriminalteknisk data för att hitta viktiga bevis och intelligens.
Den tredje produktserien, XEC, hjälper till att förbättra effektiviteten, hastigheten, synligheten och kontrollen i den dagliga verksamheten genom funktioner som effektiviserar processer och genomdriver policyer. XEC hanterar och uppdaterar mobila kriminaltekniska tillgångar från en central kontrollpunkt, för att distribuera data sömlöst över nätverk och administrera användare.
MSAB erbjuder även tjänster inom strategi och implementation, omfattande mobil kriminalteknisk utbildning med klassrums- och online-utbildning samt erbjuder personlig kundsupport dygnet runt.
Företagets aktie handlas på Stockholmsbörsen.